# Komitat Abaúj-Torna
Abaúj-Torna (łac. comitatus Abaujvar-Tornensis, niem. Abaujwar-Tornau, słow. Abov-Turňa) – dawny komitat w północnych Węgrzech. 
Komitat Abaúj-Torna powstał w 1882 z połączenia komitatów Abaúj i Torna. Siedzibą władz były Koszyce. Na początku XX wieku komitat liczył sześć powiatów i jedno miasto.
Komitat Abaúj-Torna rozciągał się wzdłuż dolnego odcinka doliny Hornadu, między Górami Tokajsko-Slańskimi, wzgórzami Cserehát i Rudawami Słowackimi.
Po traktacie w Trianon północna połowa komitatu (49,5% powierzchni) znalazła się w granicach Czechosłowacji i w 1923 weszła w skład żupy koszyckiej. Część węgierska istniała nadal z siedzibą władz w Szikszó. Po pierwszym arbitrażu wiedeńskim w 1938 czechosłowacka część byłego komitatu (z wyjątkiem kilku gmin na północnej granicy) została anektowana przez Węgry i odtworzono komitat Abaúj-Torna z siedzibą władz w Koszycach. Po II wojnie światowej przywrócono granicę z 1937. Węgierska część komitatu Abaúj-Torna została połączona z komitatem Borsod i resztą komitatu Zemplén w komitat Borsod-Abaúj-Zemplén.
| Powiaty (járás)                     | Powiaty (járás) |
| Powiat                              | Siedziba władz  |
| ----------------------------------- | --------------- |
| Cserehát                            | Szepsi          |
| Füzér                               | Hernádzsadány   |
| Gönc                                | Abaújszántó     |
| Kassa                               | Kassa           |
| Szikszó                             | Szikszó         |
| Torna                               | Torna           |
| Miasto (törvényhatósági jogú város) |                 |
| Kassa                               |                 |